# Vulcano Seguam
Il Vulcano Seguam è uno stratovulcano attivo che si eleva dal fondo di un'antica caldera che costituisce grande parte dell'omonima isola, nelle Aleutine.
Il cono, conosciuto anche come Pyre Peak, è una formazione relativamente giovane che si erge dentro la caldera occidentale che costituisce parte dell'isola; quest'ultima, di epoca Quaternaria, raggiunge i 700 metri di altitudine.